# Obsenica
Obsenica je rijeka ponornica u Hrvatskoj u Lici. Duga je 7,1 km. Izvire u blizini autoceste A1 i zaselka Jurjevići. Prolazi kroz istoimeno jezero i naselje Sveti Rok. Kod Grudana i Serdara (dijelovi Svetog Roka) ulijeva se u ponor.